# Adèle Hugo
Adèle Hugo (París, 28 de julio de 1830 - Suresnes, 21 de abril de 1915) fue la quinta de los hijos y la menor de las hijas del escritor francés Victor Hugo. Notablemente dotada para el piano, se la recuerda por desarrollar a partir de los 26 años un trastorno mental vinculado a una obsesión romántica por un oficial militar británico que la rechazó. A partir de 1872, su padre la ingresó en una institución para enfermos mentales.

## Enfermedad y persecución a Albert Pinson
Descrita como dotada musicalmente, con talento para el piano, pero de carácter introvertido, los signos de enfermedad mental se hicieron evidentes en Adèle en 1856, cuando se enamoró perdidamente de un oficial del ejército británico, Albert Pinson, a quien conoció en Jersey. Pinson propuso matrimonio a Adèle en 1855, pero ella rechazó la propuesta. Su padre, ferviente nacionalista, no estaba contento con la idea de un posible yerno extranjero. Adèle tuvo un cambio de corazón, queriendo reconciliarse con Pinson, pero este se negó a involucrarse más con ella. Pinson continuó su carrera militar, siendo enviado al Regimiento de Infantería en Bedfordshire en 1856, donde rara vez vio a Adèle. Pinson luego fue a Irlanda en 1858, al ascender a teniente, donde estuvo estacionado hasta 1861.
El rechazo de Pinson agravó la depresión de Adèle. Aunque Pinson desarrolló una reputación de vivir una «vida de libertinaje», la señora Hugo, preocupada por el estado de su hija, tras mucho insistir logró que fuera invitado a casa de los Hugo en la Navidad de 1861. Pero el reencuentro solo agravó la obsesión de Adèle hacia él. En el verano de 1863, aprovechando una ausencia de su madre de París, lo siguió cuando fue destinado a Halifax, Nueva Escocia, Canadá. La familia de Adèle se preocupó por su bienestar y trató de rastrear su paradero. Ella les escribió diciendo que se habían casado, cuando en realidad él ya no tenía el menor interés en ella e incluso según los informes había contraído matrimonio con otra. Ádèle llevaba una vida aislada en Halifax y se dedicaba a acecharle cada día. Finalmente, escribió a casa diciendo que Pinson la había abandonado, y su padre le envió una asignación mensual. Aunque reconoció recibir el dinero, les pidió que no la buscaran.
Finalmente, siguió a Pinson a las islas Barbados, sin notificárselo a nadie. Allí, sola y sin dinero, cayó en un grave estado de deterioro mental y físico. Según André Maurois, no fue hasta febrero de 1872 que fue identificada y traída a Francia por Céline Álvarez Baá, una mujer negra de cierta influencia en la colonia. Maurois afirma que Adèle pasó el resto de su vida en Saint-Mandé, una institución mental, en estado de estupor pero contenta, tocando el piano y disfrutando de ocasionales salidas a los jardines. Según otra versión de Matthew Josephson, el hermano de Adèle, François Victor, fue a buscarla a Halifax en 1864, y después de un tiempo la ingresaron en el psiquiátrico.

## Erotomanía
La obsesión de Adèle era una manifestación de erotomanía. Junto con sus otros síntomas de enfermedad mental, incluidas alucinaciones, la condición de Adèle indica esquizofrenia. La enfermedad apareció en otros miembros de la familia Hugo; el hermano de Victor Hugo, Eugène, también era esquizofrénico. En última instancia, fue enviada a vivir en una institución mental de las afueras de París. Ella permaneció allí hasta su muerte. De los cinco hijos de Victor Hugo, Adele fue la única que le sobrevivió.

## En la ficción
Su trágica vida fue llevada al cine en 1975 en Diario íntimo de Adèle H., película dirigida por François Truffaut. Isabelle Adjani fue la elegida para protagonizar al personaje de Adèle y Bruce Robinson al teniente Pinson. También su vida y su obsesión con Pinson se plasmó en 1993 en el libro Adèle Hugo: La Misérable, de Leslie Smith Dow.